# 王志平 (1953年)
王志平（1953年8月—2008年2月5日），男，蒙古族，吉林镇赉人，中华人民共和国政治人物。包头高等师范专科学校中文系毕业。曾任中共呼和浩特市委副书记，呼和浩特市人民检察院检察长。2008年2月5日下午，王志平在自己的办公室，遭枪杀身亡，终年54岁。当年的2月15日，内蒙古自治区民政厅正式决定，追认王志平为“革命烈士”。

## 生平

### 从政经历
王志平早年曾在中国二汽安装公司做工人；18岁时，加入中国人民解放军，并在第24军212团服役三年。1972年5月加入中国共产党。复员后，他被安排到内蒙古包头市冶金矿山机械厂工作。高考恢复后，1979年王志平考入包头高等师范专科学校学习；毕业后，他就被分配到中共包头市委组织部工作。从而，完成了他个人“工人—士兵—学生—干部”的转变。
此后，王志平一直在包头市工作；曾历任中共包头市市委组织部青年干部科科长，包头市国家安全局副局长，市纪委常委、兼监察局副局长，市政府秘书长等职。1998年9月，王志平离开包头，出任呼和浩特市检察院检察长；任职期间，他还曾在最高人民检察院挂职锻炼七个月，并任最高人民检察院侦查监督厅副厅长。2001年9月，王志平进入中共呼和浩特市委常委领导班子；三年后，晋升为市委副书记；并曾历任市委秘书长、常务副市长、市纪委书记等职。

### 被杀身亡
王志平被害前是中共呼和浩特市委的专职副书记，并具体分管政法工作；而开枪行凶的是原呼和浩特市公安局经济技术开发区分局局长关六如，属于王志平的分管的下级。据报道，关六如的杀人动机，可能源于买官不成；又或是职务被撤换，而心怀不满，所导致的；但这些说法尚未得到官方证实。当时，在王志平办公室的另外一位工作人员，也遭了杀害。而关六如在杀死两人后，亦饮弹自尽。而关六如欲杀的对象并不限于王志平，其自杀前曾留下遗书及买官送礼列表，涉及当地多名高层官员，这一批呼和浩特的官员事後遭到调查。除了王志平外，关六如其實還想枪杀市委书记韩志然、市委副书记李鹤。

## 官方评价
由于王志平被害时，正是2008年农历新年之际；呼和浩特市官方是在假期结束之后的2月15日才在正式对外通告这一事件的。而就在案发前三天，即2月2日，王志平刚刚为儿子举行完婚礼。
在官方告文中，对王志平的评价是，“中国共产党的优秀党员、党的优秀民族干部”；将他的遇害，形容为是“英勇牺牲”、“我们失去了一位好领导、好同志、好战友，使党失去了一位优秀的民族干部，是呼和浩特经济社会发展事业的一大损失”。2月15日，内蒙古自治区民政厅依据《革命烈士褒扬条例》第三条第四项“‘因执行革命任务遭敌人杀害’可批准为‘革命烈士’”的规定，追认王志平为“革命烈士”。
但对于这个评价，在网民中引起强烈质疑，并觉得决定过于草率。很多人提王志平是不是在“执行革命任务”，关六如为什么是“敌人”。 外界传闻当地政府在中央调查组刚进驻当地着手调查时，急于给王志平烈士称号，以及正面评价，是在于先声夺人，保护当地的官僚腐败。